# Takeda Jinja

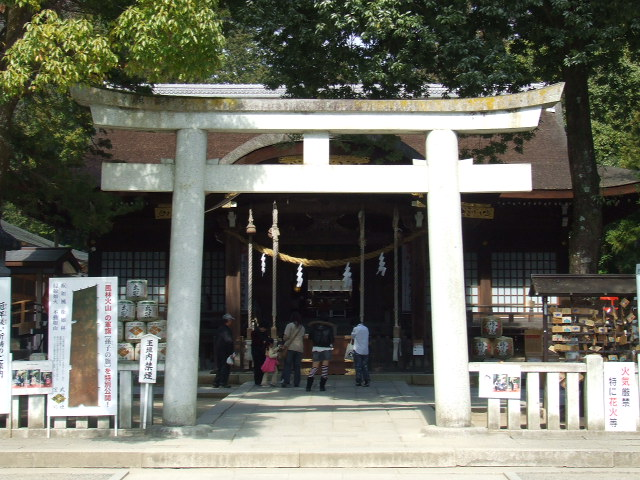
Main gate to Takeda Shrine

Takeda Jinja, conhecido em ingles como Takeda Shrine, é um santuário xintoísta que se localiza na Província de Yamanashi, cidade de Kofu.

## Historia
Depois do fim da restauração Meiji, um impulso começou a honrar os legalistas que haviam servido durante o tempo. Além disso, com a realização da Guerra Russo-Japonesa, um santuário era necessário para honrar os mortos de guerra. Em 1915, o Taishō Imperador encomendou o santuário, que foi concluída em 1919. O santuário de celebração anual é em 12 de abril, Shingen morte aniversário.